# Maurice Poggi
Maurice Poggi (30 de enero de 1892 – diciembre de 1964) fue un actor y director teatral y cinematográfico de nacionalidad francesa.

## Biografía
Su nombre completo era Maurice Constant André Poggi, y nació en Bruselas, Bélgica, siendo su padre el actor José Poggi, y su tío otro actor, Constant Draquin.
Poggi fue sobre todo conocido como director de obras de los géneros de la revista y la opereta. Tras debutar en el cine en 1910, como actor, Maurice Poggi dirigió algunas producciones entre 1916 y 1917.
También director de cabaret, estuvo casado con la actriz Renée d'Yd (1906-2003), hija del actor Jean d'Yd (1880-1964).
Maurice Poggi falleció en el año 1964.

## Cine

### Director
- 1916 : Vieux papiers
- 1916 : Anana secrétaire intime, con Pierre Etchepare
- 1916 : Le Coup de minuit
- 1916 : Le Petit chaperon rouge
- 1917 : Le Petit chaperon rose, con Gilberte Haziza
- 1917 : Polin restera garçon, con Polin
- 1917 : La Conscience de Monsieur Cachalot

### Actor
- 1910 : Rigadin perd sa manche / Rigadin a perdu sa manche, de Georges Monca
- 1910 : Rigadin veut dormir tranquille, de Georges Monca
- 1910 : Rigadin apprend à pêcher, de Georges Monca
- 1916 : Pour se faire épouser
- 1916 : Vieux papiers, de Maurice Poggi
- 1916 : Le Coup de minuit, de Maurice Poggi
- 1917 : La Conscience de Monsieur Cachalot, de Maurice Poggi
- 1922 : La Loupiote, de Georges Hatot
- 1922 : L'Aiglonne, de René Navarre y Émile Keppens

## Teatro

### Director
- 1932 : La Conférence de nos Ânes, de Raymond Souplex y Marc Cab, Théâtre des Deux-Ânes
- 1933 : A la Poulbot, de Francisque Poulbot y Jean Marsac, Théâtre des Deux-Ânes
- 1934 : Manions l'Escroc !, de Valentin Tarault y René Paul, Théâtre des Deux-Ânes[5]
- 1935 : On verra bien, de René Pujol y Jean Marsac, Théâtre des Deux-ânes
- 1935 : Un de la Canebière, de Albert, René Sarvil y Raymond Vincy, Théâtre des Célestins
- 1936 : Et ... rran !, de Raymond Souplex y Robert Goupil, Théâtre des Deux-Ânes
- 1936 : C.G.T. roi, de Paul Colline, Théâtre des Noctambules
- 1945 : La Belle de Cadix, de Marc Cab y Raymond Vincy, Casino-Montparnasse

### Actor
- 1912 : Comme on fait son lit, de Jean-José Frappa, Théâtre-Impérial
- 1912 : Monsieur Collerette veuf, de Jules Thinet y Georges Fabri, Théâtre-Impérial
- 1913 : Ernestine est enragée, de André de Lorde y Georges Montignac, Théâtre-Impérial
- 1913 : Soyons Parisiens, de Maurice Desvallières y Gaston Derys, Théâtre-Impérial
- 1914 : Le Tzigane et la Houri, de Paul Franck, Théâtre-Impérial
- 1914 : L'Île déserte, de Jules Moy, Théâtre-Impérial
- 1925 : L'Hôtel des Amours, de Pierre Palau y René Pons, Comoedia
- 1927 : La Foire de l'Oeil de Paris, Jean Le Seyeux, L'Oeil de Paris
- 1928 : Gloz...ons, Jean Rieux y Henri Dumont, L'Oeil de Paris
- 1928 : A tire d'ailes, de Dominique Bonnaud y H. Werner, cabaret La Lune Rousse
- 1929 : La Revue du Moulin, de Paul Briquet y Henri Dumont, Moulin de la Chanson
- 1929 : Vous permettez ?, de Dranem, Marc Cab y Paul Clérone, Moulin de la Chanson
- 1933 : Chacun son conte, de Raymond Souplex y Géo Charley, Théâtre des Deux-Ânes
- 1934 : Manions l'Escroc !, de Valentin Tarault y René Paul, Théâtre des Deux-Ânes
- 1935 : On verra bien, de René Pujol y Jean Marsac, Théâtre des Deux-Ânes
- 1935 : Hop ! Là... Ho !, de Henri Jeanson, Théâtre des Deux-Ânes
- 1937 : L'Impromptu de Montmartre, de Rip, Théâtre des Deux-Ânes
- 1939 : La Revue des Variétés, de Saint-Granier y Jean Rieux, Théâtre des Variétés